# Мохсен Мансурі
Мохсен Мансурі (нар. 1984, Варамін) — іранський політик, який брав участь у 13-му уряді, як виконавчий заступник президента Ірану та голова президентської установи.
Був губернатором Тегерану (2021—2022), перший губернатор провінції Тегеран, який народився після Ісламської революції. Призначений на цю посаду 2021 року голосуванням Ради міністрів 13-го уряду.
Мохсен Мансурі був уповноважений офіційно підтвердити 20 травня 2024 загибель президента країни Ібрагіма Раїсі в авіакатастрофі, що трапилась днем раніше.

## Біографія
Мохсен Мансурі має ступінь бакалавра з механіки, здобутий у Тегеранському університеті Шахіда Раджаї Тарбіат і ступінь магістра з менеджменту освіти в Тегеранському університеті.
2022 року Ібрагім Раїсі призначив Мансурі сьомим виконавчим віцепрезидентом і одинадцятим головою президентської установи.